# 2040 Chalonge
2040 Chalonge è un asteroide della fascia principale. Scoperto nel 1974, presenta un'orbita caratterizzata da un semiasse maggiore pari a 3,1193997 UA e da un'eccentricità di 0,1855548, inclinata di 14,65528° rispetto all'eclittica.
È stato intitolato all'astronomo francese Daniel Chalonge.